# William Welsh
Pour les articles homonymes, voir Welsh.
William Welsh est un acteur américain, né à Philadelphie le 9 février 1870, décédé à Los Angeles le 16 juillet 1946.

## Filmographie partielle
- 1912 : Tempted But True d'Otis Turner
- 1912 : Clownland d'Otis Turner
- 1914 : Neptune's Daughter de Herbert Brenon
- 1916 : Vingt Mille Lieues sous les mers (20,000 Leagues Under the Sea) de Stuart Paton
- 1916 : La Vierge folle (The Foolish Virgin) d'Albert Capellani
- 1918 : Pour l'humanité (The Heart of Humanity) d'Allen Holubar
- 1923 : La Terre a tremblé (The Shock) de Lambert Hillyer
- 1923 : L'Outsider (The Ramblin' Kid) de Edward Sedgwick
- 1928 : 5000 dollars offerts (Daredevil's Reward) d'Eugene Forde
- 1929 : La Dame de cœur (The Mississippi Gambler ) de Reginald Barker